# Nový Čestín
Nový Čestín (dř. též Nový Češtín) je osada, část obce Mochtín v okrese Klatovy v Plzeňském kraji. Nachází se jeden kilometr východně od Mochtína. Prochází zde silnice I/22. Jsou zde evidovány čtyři adresy. V roce 2011 zde trvale žilo devatenáct obyvatel.
Nový Čestín leží v katastrálním území Kocourov o výměře 4,05 km².

## Historie
První písemná zmínka o vesnici pochází z roku 1379.

## Obyvatelstvo
| Rok            | 1869 | 1880 | 1890 | 1900 | 1910 | 1921 | 1930 | 1950 | 1961 | 1970 | 1980 | 1991 | 2001 | 2011 | 2021 |
| -------------- | ---- | ---- | ---- | ---- | ---- | ---- | ---- | ---- | ---- | ---- | ---- | ---- | ---- | ---- | ---- |
| Počet obyvatel | 96   | 85   | 90   | 73   | 61   | 66   | 70   | 25   | 43   | 43   | 58   | 45   | 29   | 19   | 24   |
| Počet domů     | 10   | 10   | 11   | 11   | 9    | 10   | 10   | 9    | 9    | 5    | 3    | 3    | 3    | 4    | 5    |

## Obecní správa
Při sčítání lidu v letech 1850–1929 Nový Čestín byl osadou obce Bystré v okrese Klatovy. V letech 1930–1979 byl osadou obce Kocourov v okrese Klatovy. Od 1. ledna 1980 je částí obce Mochtín v okrese Klatovy.

## Pamětihodnosti
- Zámek Nový Čestín
- Kaple svaté Anny

## Další fotografie

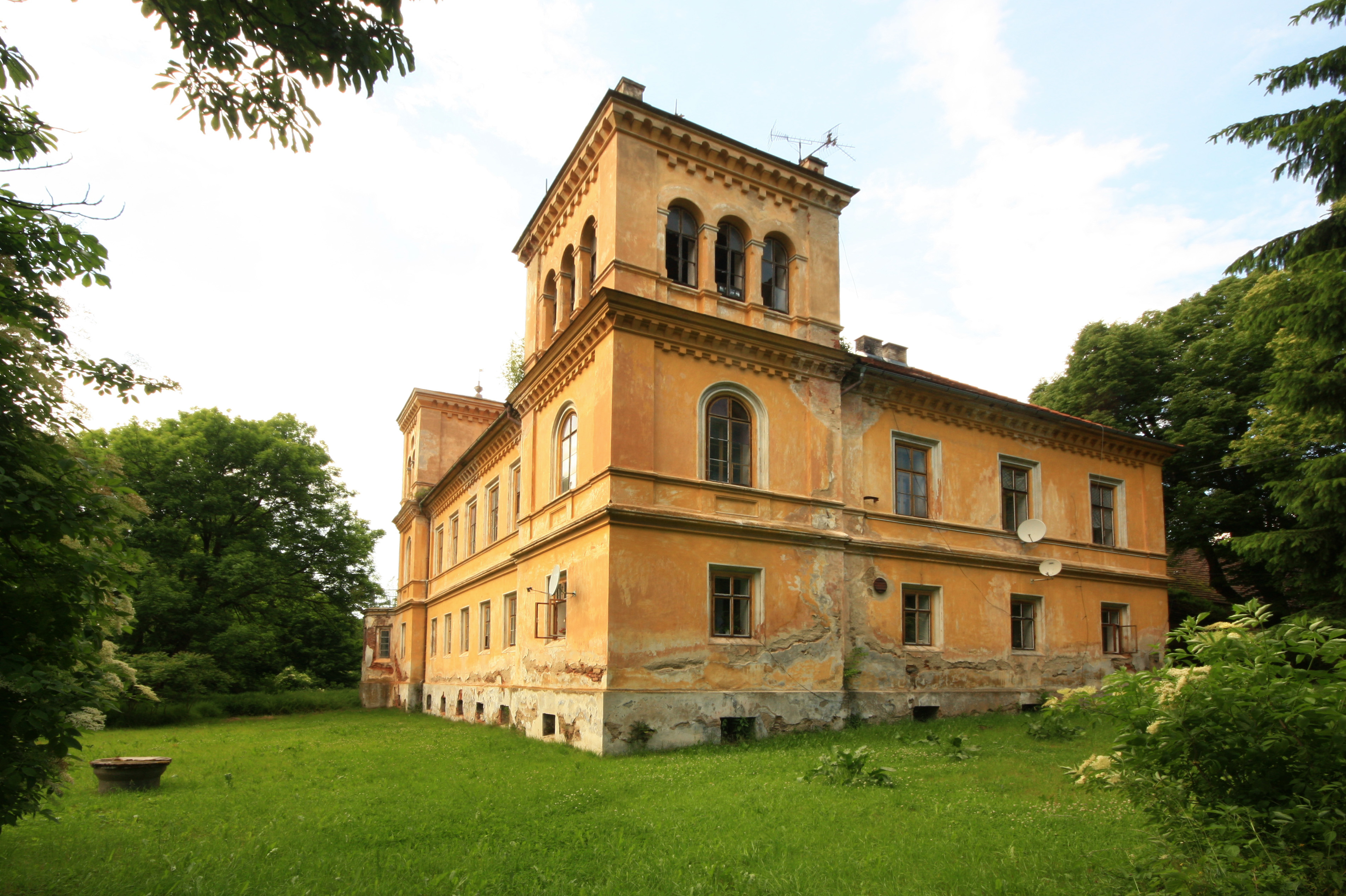
Zámek Nový Čestín
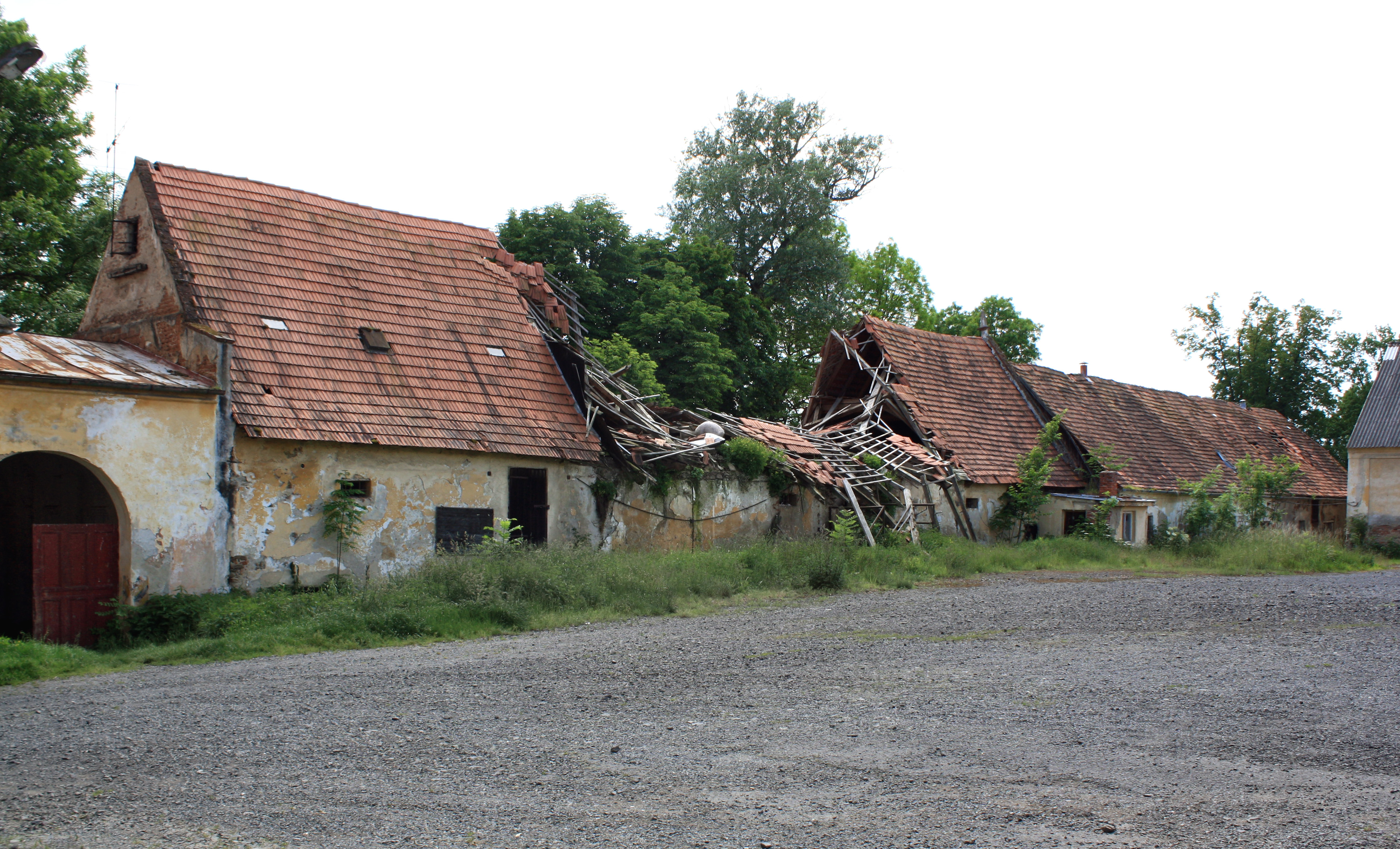
Rozpadající se hospodářské budovy u zámku
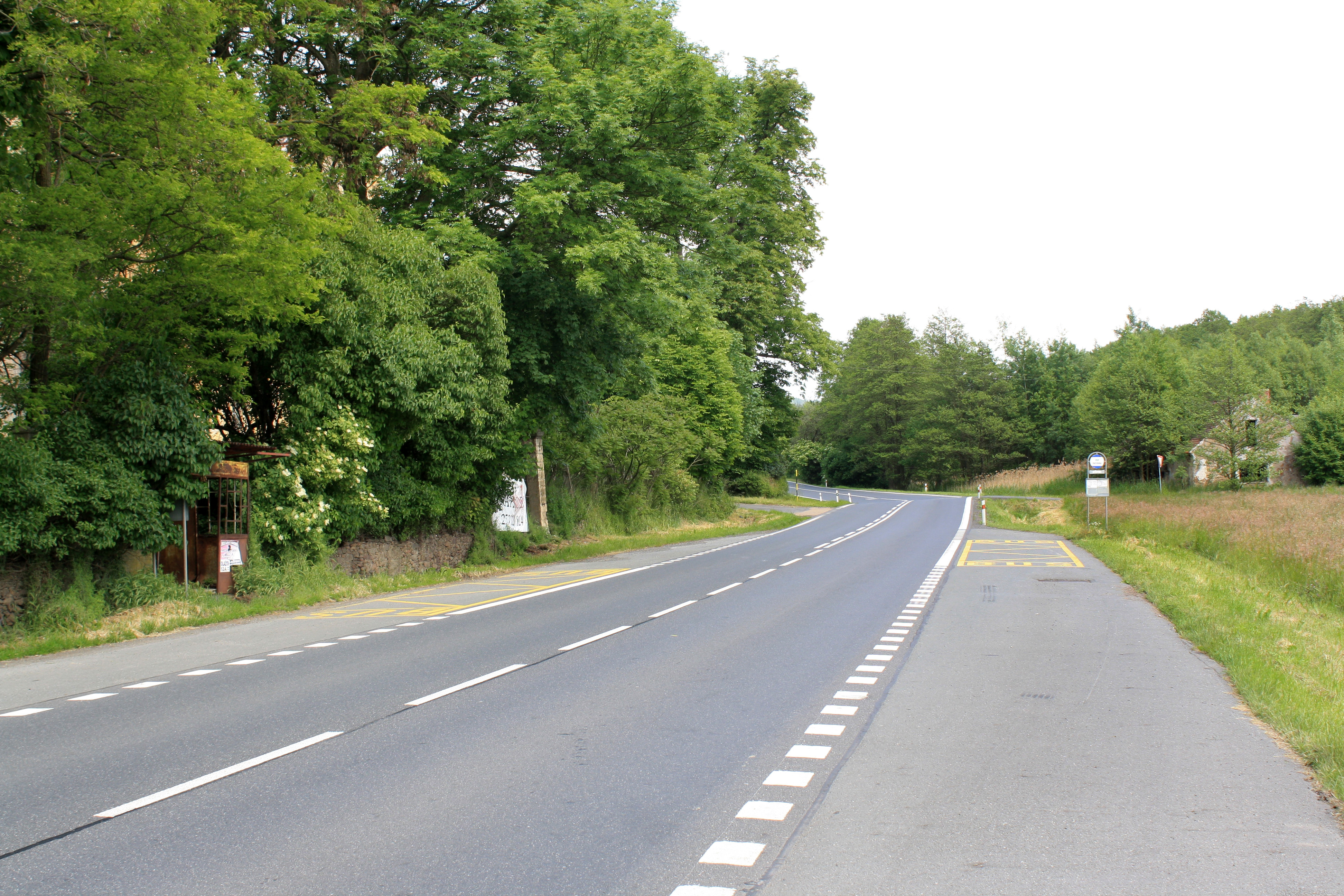
Silnice I/27